# Kanton Lorient-Sud
Der Kanton Lorient-Sud war von 1982 bis 2015 ein französischer Kanton im Arrondissement Lorient, im Département Morbihan und in der Region Bretagne.
Der Kanton Lorient-Sud umfasste die südlichen Viertel der Stadt Lorient.

## Geschichte
Der Kanton entstand 1982 durch die Aufteilung der Kantone Lorient-1 und Lorient-2 in die Kantone Lorient-Centre, Lorient-Nord und Lorient-Sud. Mit der Neugliederung der Kantone im Jahr 2015 wurde er aufgelöst.

## Bevölkerungsentwicklung
| 1990   | 1999   | 2006   | 2012   |
| ------ | ------ | ------ | ------ |
| 21.265 | 22.366 | 21.269 | 20.387 |